# TRS-80 Color Computer 2
El microordinador RadioShack TRS-80 Color Computer 2 (o CoCo 2) va ser el successor del CoCo original. Va mantenir la mateixa carcassa blanca i el teclat millorat de la versió 3 del model 1. Algunes de les últimes versions del Coco 2 disposaven d'una memòria ROM de 16 KiB, contenint l'«Extended Color Basic».
El 1986, va ser substituït pel TRS-80 Color Computer 3.

## Especificacions tècniques
| Parts          | Especificacions                                                           | Especificacions |
| -------------- | ------------------------------------------------------------------------- | --------------- |
| UCP            | Motorola 6809 a 0,895 MHz (o 1,79 MHz)                                    |                 |
| RAM            | 16 KiB - 64 KiB (màx.)                                                    |                 |
| ROM            | 8 KiB - 16 KiB                                                            |                 |
| Teclat         | mecànic, 53 tecles                                                        |                 |
| Monitor        | televisor; mode text: 32 x 16; mode gràfic: 256 x 192 pixels; 9 colors    |                 |
| So             | un canal                                                                  |                 |
| Ports          | 1 port sèrie RS232, 2 ports de joystick, port de cartutx, ports de casset |                 |
| Emmagatzematge | casset (1500 bauds) o 1-4 disqueteres (5,25", 156 KiB)                    |                 |